# Minami-ku (Sakai)
Minami (南区 Minami-ku?) es un barrio de la ciudad de Sakai, en la prefectura de Osaka, Japón. En julio de 2019 tenía una población estimada de 140.336 habitantes y una densidad de población de 3.475 personas por km². Su área total es de 40,39 km².

## Demografía
Según datos del censo japonés, la población de Minami ha disminuido en los últimos años.
| Año del censo | Población |
| ------------- | --------- |
| 2005          | 157.099   |
| 2010          | 154.779   |
| 2015          | 147.626   |